# Afrociberdelia
| Críticas profissionais | Críticas profissionais |
| Avaliações da crítica  | Avaliações da crítica  |
| Fonte                  | Avaliação              |
| ---------------------- | ---------------------- |
| allmusic               | [ 1 ]                  |

Afrociberdelia é o segundo álbum de estúdio da banda brasileira de manguebeat Chico Science & Nação Zumbi, lançado em 15 de maio de 1996. Foi situado em 18° lugar na lista de 100 melhores discos da música brasileira da revista Rolling Stone Brasil e em 2° na eleição dos  melhores discos nacionais dos anos de 1990, realizada pelo site "Scream & Yell". O álbum foi produzido por Eduardo BiD e gravado no estúdio Nas Nuvens, no Rio de Janeiro. Com presença mais forte de elementos de música eletrônica e de hip hop que seu antecessor, Da Lama ao Caos, ele chegaria ao disco de ouro em abril de 1997.  Em entrevistas membros da banda afirmaram preferirem a timbragem dos tambores em Afrociberdelia, que finalmente teria se aproximado do som que o grupo fazia nos palcos.
O primeiro sucesso de Afrociberdelia foi a versão de "Maracatu Atômico" (composta por Jorge Mautner e Nelson Jacobina, em 1972), mas músicas como "Manguetown" (que ganhou clipe dirigido por Gringo Cardia) e "Macô" (com participação nos vocais de Marcelo D2 e Gilberto Gil) acabaram se tornando clássicos do grupo. Em 1997, a pesada "Sangue de Bairro" foi incluída na trilha sonora do filme "Baile Perfumado" e também ganhou videoclipe. Um remix de "Maracatu Atômico", feito pelo DJ Soul Slinger, foi incluído na coletânea "Red Hot + Rio", que se destina a promover a conscientização sobre a AIDS.
Um estudo feito pela Universidade Estadual do Rio Grande do Norte em 2014, as relações entre literatura e canção. Pertencentes à cena musical pernambucana, as canções de Chico Science & Nação Zumbi sugerem uma libertação estética, aproximando a canção da literatura oral. Em sintonia com isso, o objetivo desta pesquisa é analisar três canções do álbum Afrociberdelia (1996), de Chico Science & Nação Zumbi, são elas: "Mateus Enter", "O Cidadão do Mundo" e "Etnia" (as três primeiras canções do disco). A análise evidenciou como essas três canções desarticulam ou afrouxam os nós da diferença colonial. Para isso, dialoga-se sobretudo com a compreensão de crioulização de Glissant (2005 e 2011), a qual trata do hibridismo a partir de uma perspectiva pós-colonial.

## Título
Afrociberdelia, o título do álbum, é um neologismo composto pela aglutinação do prefixo Afro e das palavras cibernética e psicodelia, refletindo as muitas influências da banda, que ia de ritmos africanos a rock psicodélico e música eletrônica.
No encarte original do disco, um texto do escritor e compositor paraibano Bráulio Tavares definia o signifcado de Afrociberdelia:
No jargão das gangs e na gíria das ruas, o termo "afrociberdelia" é usado de modo mais informal:
a) Mistura criativa de elementos tribais e high-tech:
"Pode-se dizer que o romance The Embedding, de Ian Watson, é um precursor da ficção-científica afrociberdélica"
b) Zona, bagunça em alto-astral, bundalelê festivo:
"A festa estava marcada pra começar às dez, mas só rolou afrociberdelia lá por volta das duas horas da manhã".

## Faixas
Todas as letras escritas por Chico Science, exceto onde indicado. 
| N.º            | Título                                                | Letras                                   | Música                                           | Duração |  |
| 1.             | "Mateus Enter"                                        |                                          | Chico Science & Nação Zumbi                      | 0:33    |  |
| 2.             | "O Cidadão do Mundo"                                  |                                          | Chico Science & Nação Zumbi, Eduardo Bidlovski   | 3:21    |  |
| 3.             | "Etnia"                                               |                                          | Chico Science, Lúcio Maia                        | 2:33    |  |
| 4.             | "Quilombo Groove" (instrumental)                      |                                          | Chico Science & Nação Zumbi                      | 2:32    |  |
| 5.             | "Macô"                                                | Chico Science, Jorge du Peixe            | Chico Science, Eduardo Bidlovski, Jorge du Peixe | 4:10    |  |
| 6.             | "Um Passeio no Mundo Livre"                           |                                          | Dengue, Gira, Jorge du Peixe, Lúcio Maia, Pupilo | 4:00    |  |
| 7.             | "Samba do Lado"                                       |                                          | Chico Science & Nação Zumbi                      | 3:47    |  |
| 8.             | "Maracatu Atômico"                                    | Jorge Mautner, Nélson Jacobina           |                                                  | 4:45    |  |
| 9.             | "O Encontro de Isaac Asimov com Santos Dumont no Céu" |                                          | H. D. Mabuse, Jorge du Peixe                     | 1:39    |  |
| 10.            | "Corpo de Lama"                                       | Chico Science, Jorge du Peixe            | Dengue, Gira, Lúcio Maia                         | 3:53    |  |
| 11.            | "Sobremesa"                                           | Chico Science, Jorge du Peixe, Renato L. | Chico Science & Nação Zumbi                      | 4:00    |  |
| 12.            | "Manguetown"                                          |                                          | Dengue, Lúcio Maia                               | 3:15    |  |
| 13.            | "Um Satélite na Cabeça (Bitnik Generation)"           |                                          | Chico Science & Nação Zumbi                      | 2:07    |  |
| 14.            | "Baião Ambiental" (instrumental)                      |                                          | Dengue, Gira, Lúcio Maia                         | 2:33    |  |
| 15.            | "Sangue de Bairro"                                    | Chico Science, Ortinho                   | Chico Science & Nação Zumbi                      | 2:12    |  |
| 16.            | "Enquanto o Mundo Explode"                            |                                          | Chico Science & Nação Zumbi                      | 1:29    |  |
| 17.            | "Interlude Zumbi"                                     |                                          | Gilmar Bolla 8, Gira, Toca Ogam                  | 1:12    |  |
| 18.            | "Criança de Domingo"                                  | Cadão Volpato, Ricardo Salvagni          |                                                  | 3:28    |  |
| 19.            | "Amor de Muito"                                       |                                          | Chico Science & Nação Zumbi                      | 2:55    |  |
| 20.            | "Samidarish" (instrumental)                           |                                          | Dengue, Lúcio Maia                               | 4:32    |  |
| 21.            | "Maracatu Atômico" (Atomic Version)                   | Jorge Mautner, Nelson Jacobina           |                                                  | 4:33    |  |
| 22.            | "Maracatu Atômico" (Ragga Mix)                        | Jorge Mautner, Nelson Jacobina           |                                                  | 3:30    |  |
| 23.            | "Maracatu Atômico" (Trip Hop)                         | Jorge Mautner, Nelson Jacobina           |                                                  | 3:41    |  |
| Duração total: | Duração total:                                        | Duração total:                           | Duração total:                                   | 70:41   |  |

A versão LP tinha apenas 13 músicas, começando em "O Cidadão do Mundo" e terminando em "Amor de Muito", omitindo as faixas entre "Sangue de Bairro" e "Criança de Domingo". Uma reedição em vinil pela Polysom em 2010 para a coleção "Clássicos em Vinil" incluiu as faixas "Mateus Enter" e "Sangue de Bairro" como primeira e oitava faixa do lado A, respectivamente. 

## Ficha técnica
Chico Science & Nação Zumbi
- Chico Science - voz
- Dengue - baixo, baixo fretless em "Um Passeio no Mundo Livre" e "Samidarish"
- Gilmar Bolla 8 - alfaia
- Gira - alfaia
- Jorge du Peixe - alfaia
- Lúcio Maia - guitarra, viola em "Criança de Domingo"
- Pupilo - bateria
- Toca Ogam - percussão e voz

Participações Especiais
- Fred 04 - cavaquinho em "Samba do Lado"
- Gilberto Gil - vocal em "Macô"
- Marcelo D2 - backing vocals em "Macô"

Músicos convidados
- Bidinho - trompete em "Etnia" e "Um Passeio no Mundo Livre"; flugelhorn em "Amor de Muito"
- Eduardo BiD - guitarra dub em "Etnia"; arranjos de metais
- Gustavo Didalva - percussão em "Samba do Lado"
- Hugo Hori - flauta em "Macô" e "Amor de Muito"; sax em "Etnia" e "Um Passeio no Mundo Livre"
- Lucas Santana - flauta em "Manguetown"
- Marcelo Lobato - teclados em "Um Satélite na Cabeça (Bitnik Generation)"
- Serginho Trombone - trombone em "Etnia", "Um Passeio no Mundo Livre" e "Amor de Muito"; arranjos de metais
- Tiquinho - trombone em "Etnia", "Um Passeio no Mundo Livre" e "Amor de Muito"

Produção musical
- Eduardo BiD - produtor
- Chico Science & Nação Zumbi - produtor
- G-Spot - gravação e mixagem
- Luis Paulo Serafim - gravação ("Maracatu Atômico") e mixagem ("Maracatu Atômico", "Um Satélite na Cabeça (Bitnik Generation)" e "Baião Ambiental")
- Mario Caldato Jr. - mixagem ("O Encontro de Isaac Asimov com Santos Dumont no Céu")
- Marcos "Golden Ears" Eagle - masterização
- Jorge Davidson - direção artística
- Ronaldo Viana - coordenação artística
- Paulo André Pires - produção executiva
- Andrea Alves - assistente de produção
- Heloisa Rodrigues - apoio à produção
- Jorge Maurell - apoio à produção
- Marcelo Seródio - apoio à produção
- Gravado no Estúdio Nas Nuvens, Rio de Janeiro-RJ, no verão de 1996; exceto "Maracatu Atômico", gravada no Estúdio Mosh, São Paulo-SP
- Mixado no Estúdio Mosh; exceto "Manguetown", mixada no Impressão Digital, Rio de Janeiro-RJ
- Masterizado na Cia. de Audio, São Paulo-SP

Produção gráfica
- H. D. Mabuse - projeto gráfico
- Vavá Ribeiro - fotografia
- Carlos Nunes - coordenação gráfica

Equipe Nas Nuvens
- Paulo Lima - direção técnica
- Bruno - assistente de estúdio
- Marco Aurélio - assistente de estúdio
- Renato Muñoz - assistente de estúdio

Equipe Impressão Digital
- Geraldo Tavares - direção técnica
- Marcelo "Load" Hoffer - assistente de estúdio
- Marcos Hoffer - assistente de estúdio

Equipe Mosh
- Osvaldo Malagutti Jr. - direção técnica
- Paula Gaio - programação
- Keko "Antroposófico" Mota - assistente de estúdio
- Rico "Suave" Romano - assistente de estúdio

Equipe Cia. de Audio
- Carlos Freitas
- Marcos Eagle
- Ricardo "Franja" Carvalheira

## Samples
O Cidadão do Mundo
- "Bat Macumba" por Os Mutantes
- "Cuidado com o Bulldog" por Jorge Ben
- "Louvação" por Gilberto Gil

Etnia
- "Hold It Now, Hit It" por Beastie Boys (não creditado)

Macô
- "A Minha Menina" por Os Mutantes
- "Take Five" por Paul Desmond

Manguetown
- "Loose" por The Stooges (não creditado)

## Certificações e vendas
| Região                                              | Certificação | Vendas   |
| --------------------------------------------------- | ------------ | -------- |
| Brasil (Pro-Música Brasil)                          | Ouro         | 100,000* |
| *números de vendas baseados somente na certificação |              |          |